# Robert Clark

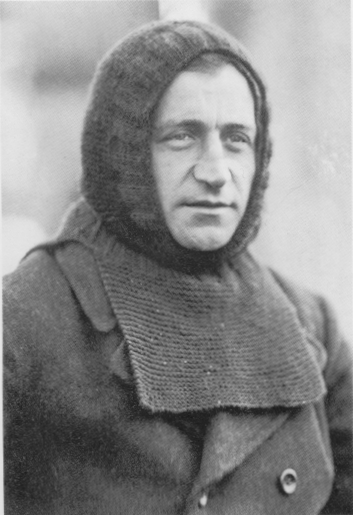
Robert Clark

Robert Clark (Aberdeen, 11 september 1882 - Aberdeenshire, 29 september 1950) was een Brits bioloog en poolonderzoeker.

## Biografie
Clark studeerde in 1911 af als bioloog. Vanaf 1913 werkte hij voor de Marine Biological Association. Clark was een goede sportman. Hij werd geselecteerd voor het Schots cricketelftal. In 1914 nam Clark deel aan de Endurance-expeditie als bioloog. De expeditie strandde op Elephanteiland, waar ze vier maanden later gered werden. 
Op het einde van de Eerste Wereldoorlog diende Clark als luitenant op mijnenvegers voor de Royal Navy Reserve. In 1925 behaalde hij een doctoraat in de biologie. Clark overleed in 1950 op 68-jarige leeftijd. 
- Gemeinsame Normdatei: 116525533
- SNAC: w6wv3wvm
- Virtual International Authority File: 40132161
- WorldCat: E39PBJgtbhFCvyGv3fXgpD8KVC